# Kibuye
Kibuye je glavni grad ruandske Zapadne provincije i distrikta Karongi. Leži na istočnoj obali jezera Kivu, na pola puta između Gisenyija i Cyangugua i oko 100 km zapadno od glavnog grada, Kigalija. Spada među najznačajnije turističke destinacije Ruande. U blizini su vodopadi Ndaba.
U gradu se nalazi memorijalni park u spomen na genocid u Ruandi. Procjenjuje se da je 90% gradskog Tutsi stanovništva ubijeno u masakru.
Godine 2002. Kibuye je imao 46.640 stanovnika.